# عزيز أبو صابر
عزيز أبو صابر (بالإنجليزية: Aziz Nacib Ab'Sáber )‏ كان خبيراً بيئياً ذو أصول عربية وأحد العلماء الذي له صيته واحترامه في البرازيل حصل على أعلى الجوائز العلمية في البرازيل بسبب إنجازاته في الجغرافيا، جيولوجيا وعلم البيئة تخرج بتخصص الجغرافيا وهو أيضاً الرئيس السابق للجمعية البرازيلية لتقدم العلوم وأستاذ فخري في جامعة ساوباولو. نُشر له أكثر من 480 كتاب معظمهم منشورات علمية.
في عام 2001 حصل على جائزة اليونسكو في العلوم والبيئة، إضافةً إلى جائزة مفكر البرازيل في عام 2011. يعتبر عزيز أول شخص يصنف الأراضي البرازيلية وأمريكا الجنوبية علمياً. توفي في عام 2012 بسبب جلطة قلبية.